# Ipolytarnóc
Ipolytarnóc (slovaško Ipeľský Trnovec) je vas na Madžarskem, ki upravno spada pod podregijo Salgótarjáni Županije Nógrád.